# Turbinicarpus
Genre
Synonymes
- Bravocactus Doweld[2]
- Gymnocactus Backeberg[2]
- Kadenicarpus Doweld[2]
- Normanbokea Kladiwa & Buxbaum[2]
- Rapicactus Buxbaum & Oehme[2]

Turbinicarpus est un genre de plantes à fleurs de la famille des Cactaceae (les cactus). On trouve les espèces dans les régions du nord-est du Mexique, en particulier les états de San Luis Potosí, Guanajuato, Nuevo León, Querétaro, Hidalgo, Coahuila, Tamaulipas et de Zacatecas.

## Liste d'espèces
Selon NCBI (27 avril 2017) :
- Turbinicarpus alonsoi
- Turbinicarpus beguinii
- Turbinicarpus gielsdorfianus
- Turbinicarpus laui
- Turbinicarpus lophophoroides
- Turbinicarpus mandragora
- Turbinicarpus pseudomacrochele
- Turbinicarpus pseudopectinatus
- Turbinicarpus saueri
- Turbinicarpus schmiedickeanus
- Turbinicarpus subterraneus
- Turbinicarpus swobodae
- Turbinicarpus valdezianus
- Turbinicarpus viereckii